# Chiến tranh Livonija
Chiến tranh Livonija (tiếng Litva: Livonijos karas, tiếng Latvia: Livonijas karš, tiếng Estonia: Liivimaa sõda, tiếng Đức: Livländischer krieg, tiếng Nga: Ливонская война) là thời kì xung đột để giành quyền kiểm soát Terra Mariana. Đây là sự kiện lớn nhất với địa bàn rộng nhất Âu châu thế kỷ XVI, cuốn theo hàng loạt liệt cường vào chiến sự và gây tác động mạnh mẽ đến xu thế chính trị các quốc gia Công giáo.